# Pan-Armeense Spelen
De Pan-Armeense Spelen (Armeens: Համահայկական խաղեր) zijn een vierjaarlijks georganiseerd multisportevenement waaraan atleten meedoen uit Armenië, Nagorno-Karabach en de Armeense diaspora. Deze sporters komen uit voor hun stad, niet voor hun land en moeten direct (via vader of moeder) dan wel indirect (aangetrouwd) van Armeense afkomst zijn. Tot 2016 werden de Spelen in Jerevan gehouden; hierna zullen ze in Nagorno-Karabach plaatsvinden.

## Geschiedenis

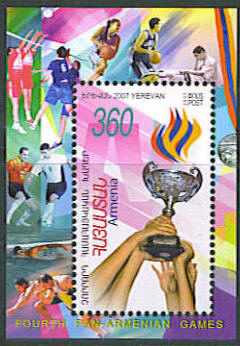
Armeense postzegel ter gelegenheid van de Pan-Armeense Spelen in 2007.

In 1997 organiseerde de UNESCO-ambassadeur van Armenië, Achot Mélik-Shahnazarian, een eerste bijeenkomst om te komen tot pan-Armeense Spelen. Mélik-Shahnazarian had dit idee al opgedaan in 1965, toen hij in Congo-Brazzaville hoorde van de eerste Afrikaanse Spelen die toen gehouden zouden gaan worden. 
De eerste editie van de Pan-Armeense Spelen vond plaats in 1999. In de tempel in Garni werd een vlam ontstoken die door olympisch kampioen Albert Azarjan naar de openingsceremonie in het stadion werd gebracht. Er kon worden meegedaan aan de volgende sporten: voetbal, basketbal, volleybal, atletiek, tennis, tafeltennis en schaken.
In 2001 en 2003 volgden twee nieuwe edities en in 2003 werd besloten de Spelen niet meer tweejaarlijks maar vierjaarlijks te organiseren.
In 2014 vonden de eerste Pan-Armeense Winterspelen plaats van 21 februari tot 2 maart.
De Spelen van 2015 stonden in het teken van het honderdjarige bestaan van de Armeense Genocide.
De zevende Spelen zullen niet in Jerevan, maar in de Republiek Artsach worden gehouden.
|     | Jaar | Datum                     | Sporten | Atleten | Steden (landen) |
| --- | ---- | ------------------------- | ------- | ------- | --------------- |
| I   | 1999 | 28 augustus - 5 september | 7       | 1141    | 63 (23)         |
| II  | 2001 | 18 - 26 augustus          | 9       | 1419    | 82 (27)         |
| III | 2003 | 16 - 24 augustus          | 10      | 1559    | 82 (28)         |
| IV  | 2007 | 18 - 26 augustus          | 10      | 1576    | 94 (28)         |
| V   | 2011 | 13 - 21 augustus          | 10      | 3244    | 125 (33)        |
| VI  | 2015 | 2 - 13 augustus           | 17      | 6352    | 175 (35)        |

## Prijzen
De top vijf van het historische medailleaantal van steden ziet er als volgt uit.
| Stad        | Goud | Zilver | Brons | Totaal |
| ----------- | ---- | ------ | ----- | ------ |
| Jerevan     | 51   | 42     | 47    | 140    |
| Gjoemri     | 15   | 12     | 19    | 46     |
| Vanadzor    | 6    | 8      | 4     | 18     |
| Stepanakert | 5    | 4      | 6     | 15     |
| Tbilisi     | 4    | 2      | 2     | 8      |
| Totaal      | 114  | 113    | 114   | 341    |